# ツィネゲ・ラヨシュ
ツィネゲ・ラヨシュ（Czinege Lajos, 1924年3月24日 - 1998年5月10日）は、ハンガリーの政治家、軍人。政治将校。上級大将。
カルツァグ市出身。12歳から働き始める。ハンガリー解放時、カルツァグ市の労農青年の指導者の1人となった。1944年からハンガリー社会労働党員。
1947年から党の業務。ペテフィ名称軍事政治アカデミーを卒業。1951年から国防省の中央機構において党・政治業務。1954年から1957年、党中央委員会行政機関課主任となり、軍内の政治、組織、人事問題を解決した。1956年10月、ハンガリー動乱の鎮圧に参加。1957年から党ソルノク県委員会第一書記。1960年から国防相。
1959年から党中央委員会委員。
ソ連の十月革命勲章を受章。